# Régis Laspalès
Pour les articles homonymes, voir Régis.
Régis Laspalès, né le 25 février 1957 à Paris 14e, est un humoriste et comédien français.
Il est notamment connu pour son duo comique Chevallier et Laspalès, aux côtés de Philippe Chevallier.

## Biographie

### Enfance et formation
D'origine bourguignonne, Régis Laspalès est le petit-fils de vignerons de Nuits-Saint-Georges (Côte-d'Or) et fils unique d’un père photographe « inventeur » à ses heures perdues — sa principale création, un « ski sans neige », lui rapportera une médaille au concours Lépine et d’une mère peintre. 
Il fait des études au lycée Montaigne puis à l'École nationale supérieure des Beaux-Arts de Paris (atelier Marcel Gili, dont il ressort diplômé en arts plastiques, section sculpture) et où il a été élève de Michel Charpentier.
Il effectue son service militaire au sein de la Marine nationale en tant qu'assistant de foyer[réf. nécessaire].
Puis, il s'inscrit au cours Simon, qui était pour lui sa vraie vocation. À sa sortie du cours, en 1980, il rencontre Philippe Chevallier ; après avoir été tous les deux au cours Simon (pas en même temps), ils rejoignent la même professeure, partie créer son propre cours.

### Carrière

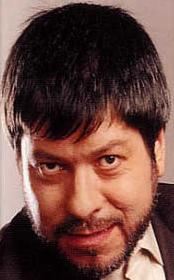
Régis Laspalès en 2004.

En 1981, Chevallier et Laspalès créent un premier spectacle : Pas de fantaisie dans l'orangeade. Ils sont ensuite repérés par Philippe Bouvard et font leurs débuts télévisuels à partir de 1982 dans le Théâtre de Bouvard sur Antenne 2. Ils enchaînent ensuite les spectacles de sketches, les pièces de théâtre, et font des apparitions au cinéma.
Expert de l'absurde, Régis Laspalès joue au bêta dans le duo et se moque avec ironie de la vie du quotidien, par exemple les week-ends chez les amis, des visites d'appartement ou du GPS. En 1999, le duo obtient le Prix de l'Humour décerné par la SACEM.
Régis Laspalès et Philippe Chevallier cogèrent la société de production « Pipo et Mario ».
En décembre 2005, il se lance dans son premier rôle au théâtre en solo, en tenant le rôle de Landru dans la pièce du même nom écrite par Laurent Ruquier, au théâtre Marigny.
De 2016 à 2018, il est de retour au théâtre aux côtés de Francis Huster (puis Jean-François Balmer) dans À droite, à gauche, une comédie de Laurent Ruquier au Théâtre des Variétés.

### Vie personnelle
Régis Laspalès vit principalement à Paris dans le quartier de Montparnasse mais possède aussi une maison à Premeaux-Prissey, d'où sa famille est originaire. Il y possède des vignes et y fabrique son propre vin.
C'est un fan de David Bowie, qu'il considère comme son chanteur préféré. Il apprécie également le sport automobile et a possédé des voitures de sport (Lotus et voitures anglaises notamment). Dans une interview, il affirme n'avoir jamais raté un mondial de l'automobile et demeure passionné par la Formule 1.

## Théâtre

### Spectacles
Les sketchs les plus joués sont Le Train pour Pau (C'est vous qui voyez / L'Agence de voyage), La Réception d'hôtel, Le Jeu de la vie (S.O.S. détresse), Les Femmes et Le Week-end chez les amis.

### Pièces de théâtre

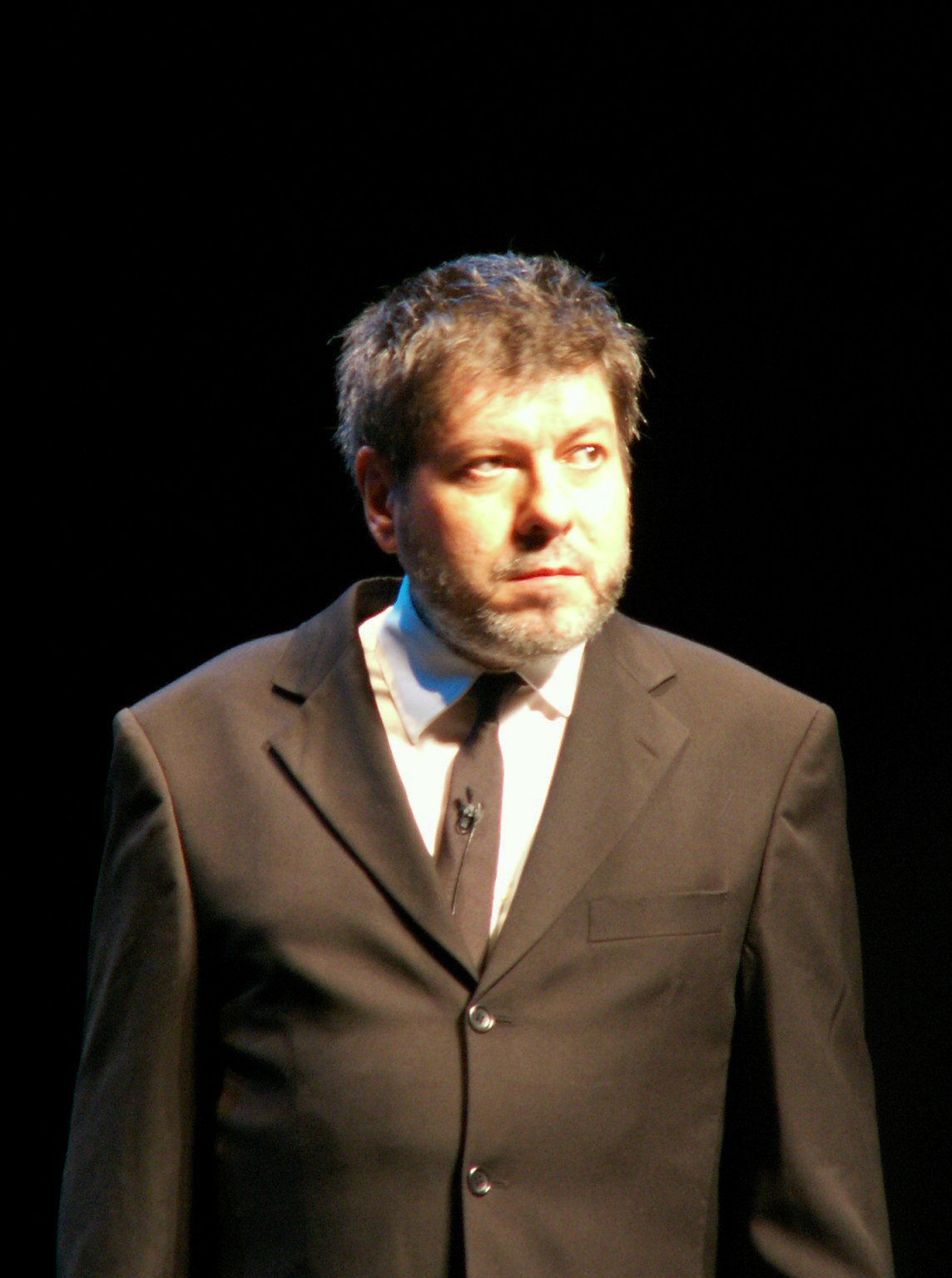
Régis Laspalès à la Cité des Congrès de Nantes, en novembre 2006.

- 1997-2000 : Ma femme s'appelle Maurice de Raffy Shart, mise en scène de Jean-Luc Moreau, au théâtre du Gymnase Marie-Bell puis au théâtre Marigny
- 2001-2002 : Monsieur chasse ! de Georges Feydeau, mise en scène de Jean-Luc Moreau, Théâtre du Palais-Royal
- 2003-2004 : Déviation obligatoire de Régis Laspalès et Philippe Chevallier
- 2005-2006 : Landru de Laurent Ruquier, mise en scène Jean-Luc Tardieu, Théâtre Marigny
- 2008 : Le Banc de Gérald Sibleyras, mise en scène Christophe Lidon, Théâtre Montparnasse
- 2009-2011 : Le Dîner de cons de Francis Veber, mise en scène Jean-Luc Moreau, Théâtre des Variétés puis en tournée
- 2012-2013 : Les Menteurs[10] d’Anthony Neilson (en), mise en scène Jean-Luc Moreau, Théâtre de la Porte-Saint-Martin
- 2016-2018 : À droite, à gauche de Laurent Ruquier, mise en scène Steve Suissa, Théâtre des Variétés
- 2018 : Fric-Frac d'Édouard Bourdet, mise en scène Michel Fau, théâtre de Paris
- 2019 : Le plus beau dans tout ça de Laurent Ruquier, mise en scène Steve Suissa, Théâtre des Variétés
- 2021 : La Famille et le Potager de Bob Martet, mise en scène Anne Bourgeois, théâtre des Variétés
- 2023 : Piège pour un homme seul de Robert Thomas, mise en scène Michel Fau, théâtre de la Michodière

## Filmographie

### Cinéma
- 1984 : Le Joli Cœur de Francis Perrin : le boulanger
- 1985 : Gros dégueulasse de Bruno Zincone : l'agent
- 1986 : Le bonheur a encore frappé de Jean-Luc Trotignon : le client au cinéma porno
- 1988 : Cinématon de Gérard Courant : Couple #41 (lui-même)
- 1994 : Tête à tête de Jean-Hugues Lime : Prosper
- 1997 : Le Pari de Didier Bourdon et Bernard Campan : Gilbert
- 1997 : Tout doit disparaître de Philippe Muyl : l'hypnotiseur
- 1998 : Ça n'empêche pas les sentiments de Jean-Pierre Jackson (+ scénario) : Raoul
- 2000 : Antilles sur Seine de Pascal Légitimus : le deuxième homme sur la terrasse du café
- 2002 : Ma femme s'appelle Maurice de Jean-Marie Poiré : Maurice Lappin
- 2004 : Les Gaous d'Igor Sékulic : Michel
- 2006 : Incontrôlable de Raffy Shart : le prêtre aux funérailles
- 2010 : La Tête en friche de Jean Becker : M. Bayle, l'instituteur
- 2014 : Brèves de comptoir de Jean-Michel Ribes : la Moule
- 2021 : Super-héros malgré lui de Philippe Lacheau : Jean-Pierre
- 2022 : Un petit miracle de Sophie Boudre : Michel
- 2023 : Mon crime de François Ozon : M. Brun

### Télévision
- 1982-1987 : Le Théâtre de Bouvard
- 2007 : Chez Maupassant, épisode « L'Ami Joseph » de Gérard Jourd'hui : Joseph Mouradour
- 2008 : Myster Mocky présente, épisode « L'Énergumène » de Jean-Pierre Mocky
- 2008 : La Maison du chat-qui-pelote de Jean-Daniel Verhaeghe : M. Guillaume
- 2010 : Les Méchantes de Philippe Monnier : Corcellet
- 2013 : La grande peinture de Laurent Heynemann : André Settemer dit « Dédé »
- 2013 : Myster Mocky présente, épisode « Les nains » de Jean-Pierre Mocky
- 2013 : Les affaires sont les affaires de Philippe Bérenger : Isidore Lechat
- 2020 : I love you coiffure de Muriel Robin : M. Martin